# Turdulisoma turdulorum
Turdulisoma turdulorum är en mångfotingart som beskrevs av Jean-Paul Mauriès 1964. Turdulisoma turdulorum ingår i släktet Turdulisoma och familjen Haplobainosomatidae. Inga underarter finns listade i Catalogue of Life.